# Cicloalcano

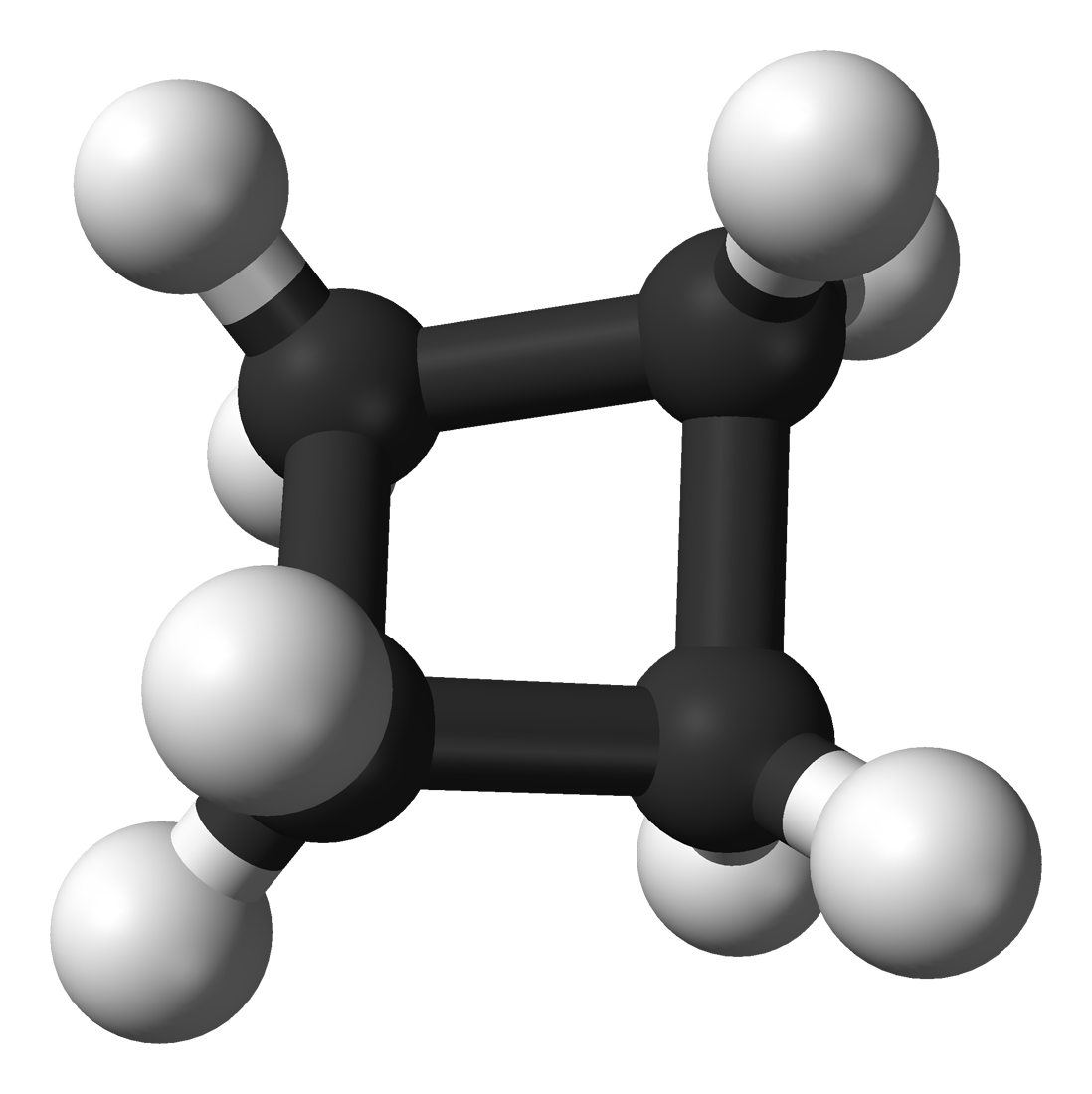
Modelo de la molécula de ciclobutano.

Los cicloalcanos o alcanos cíclicos son hidrocarburos  saturados, cuyo esqueleto está formado únicamente por átomos de carbono unidos entre ellos con enlaces simples en forma de anillo. Su fórmula genérica es CnH2n. Por fórmula son isómeros de los alquenos.También existen compuestos que contienen varios anillos, los compuestos policíclicos. Pueden presentar cadenas lineales ramificadas.
Para una serie homóloga de cicloalcanos monocíclicos (no ramificados), la topología y/o conectividad de los átomos de carbono en las moléculas (considerando implícitamente los átomos de hidrógeno) se puede describir mediante una matriz de adyacencia. Las numeraciones de los átomos de carbono son equivalentes por simetría, luego la matriz de adyacencia para cicloalcanos se puede escribir como:
{\displaystyle A_{i,j}={\begin{cases}0,&\ i=j\\1,&\ |i-j|=1{\text{ o }}(i,j)=(1,n){\text{ o }}(i,j)=(n,1)\\0,&\ |i-j|>1{\text{ y }}(i,j)\neq (1,n){\text{ y }}(i,j)\neq (n,1)\end{cases}}}
donde {\displaystyle n} es el número de átomos de carbono (orden de la matriz). El determinante de esta matriz alterna sus valores entre 2, 0, 2 y -4 para miembros sucesivos de la serie. 

## Nomenclatura
Se nombran del mismo modo que los hidrocarburos de cadena abierta de igual número de carbonos pero anteponiendo el prefijo ciclo.
| Ciclopropano |
| Ciclobutano  |

Los cicloalcanos con cadenas laterales se deben nombrar de la siguiente forma:
- El nombre de la cadena o radical que las forma en primer lugar si existe una ramificación se nombra sucesivamente los radicales con indicación de su posición correspondiente.

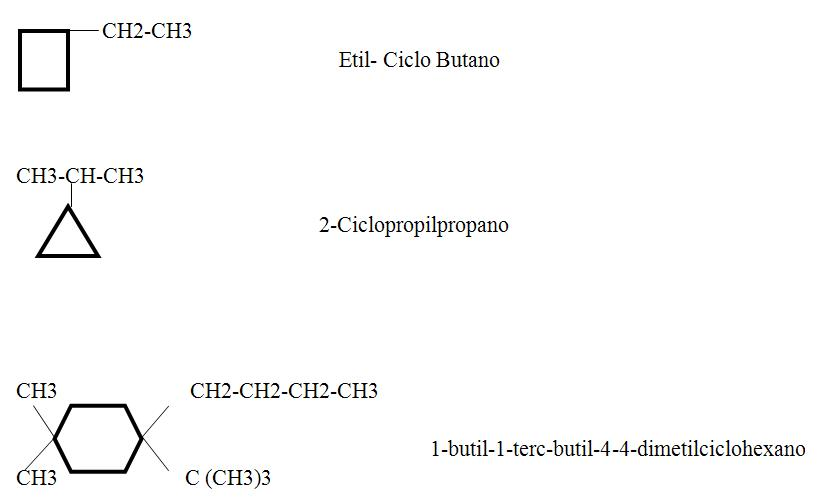
Fórmulas de cicloalcanos con ramificaciones de alcanos.

Resultan más sencillos nombrarlos como derivados de un cicloalcano que no como derivados de un compuesto de cadena abierta.
Estos compuestos es mejor nombrar como derivados de un alcano de cadena abierta.

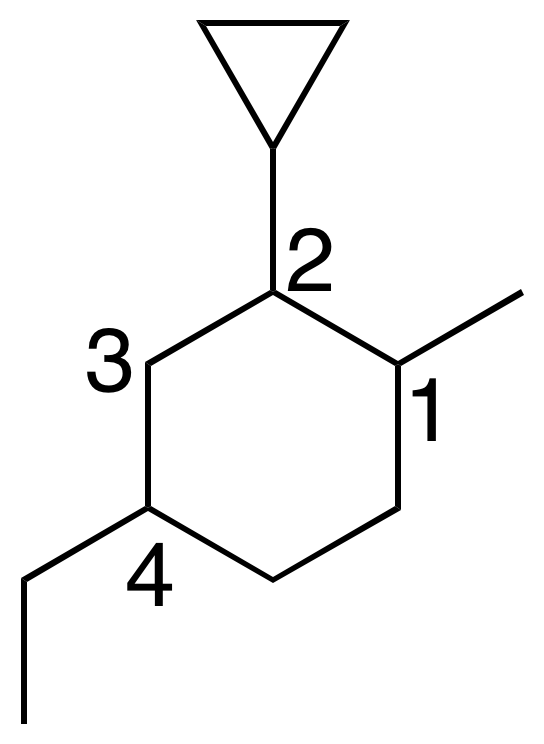
2-ciclopropil-4-etil-1-metil.

Se da nombre a los sustituyentes del anillo- grupos alquilo, halógenos y sus posiciones se señalan con números.
Asignamos la posición 1 a un carbono en particular y luego numeramos alrededor del anillo en el sentido de las manecillas del reloj o en el contrario, hacemos todo esto de modo que resulte la combinación de números más bajos.

## Propiedades físicas

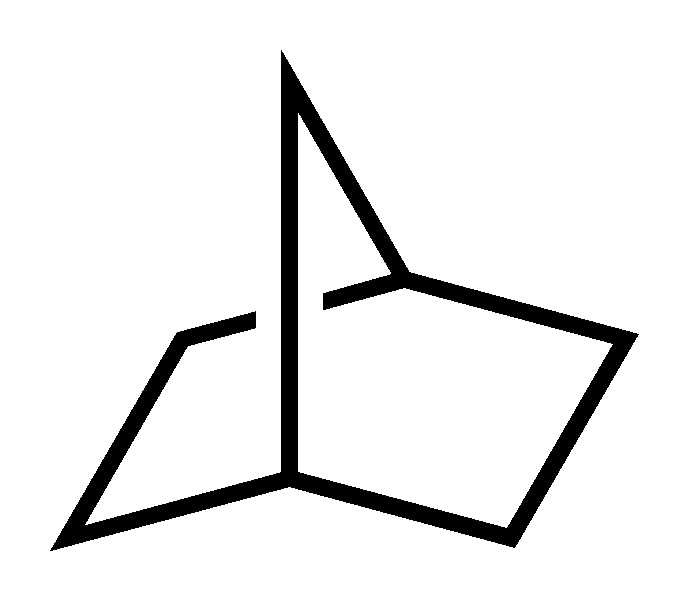
Norbornano (también llamado biciclo(2.2.1)heptano).

Los puntos de fusión y ebullición son superiores a los de cadena abierta debido a que las estructuras cristalinas son más compactas y también las densidades son más altas. También se observa una alternancia en los valores de los puntos de fusión y ebullición entre los que tienen número par y número impar de carbonos.
Tienen características especiales debidas a la tensión del anillo. Esta tensión es a su vez de dos tipos:
- Tensión de anillo torsional o de solapamiento.
- Tensión de ángulo de enlace o angular.

El ángulo de los orbitales sp3 se desvía del orden de los 109° a ángulos inferiores.
Es especialmente inestable el ciclopropano cuya reactividad es similar a la de los alquenos.

## Propiedades Químicas
Su reactividad (con excepción de los anillos muy pequeños:  ciclopropano, ciclobutano y ciclopentano) es casi equivalente a la de los compuestos de cadena abierta.

## Presencia
Los cicloalcanos aparecen de forma natural en diversos petróleos. Los terpenos, a que pertenecen una gran cantidad de hormonas como el estrógeno, el colesterol, la progesterona o la testosterona; y otras sustancias como el alcanfor, suelen presentar un esqueleto policíclico.
Los monociclos con anillos mayores (14 - 18 átomos de carbono) están presentes en las segregaciones de las glándulas del almizcle, utilizado en perfumería.

## Algunos cicloalcanos

### Ciclopropano
El cicloalcano más simple, formado por tres átomos de carbono, es el ciclopropano. Se genera por la reacción de Wurtz intramolecular a partir de 1,3-dibromopropano con sodio o zinc. Se trata de una sustancia muy inestable y reactiva debido a la elevada tensión del anillo.
Todos sus enlaces se encuentran en posición eclipsada. Los ángulos de enlace se desvian desde los 109° a los 60° El esqueleto de la molécula es un triángulo, por tanto la molécula es plana.
Su reactividad es parecida a la de los alquenos. En particular, son típicas las reacciones de adición con los halógenos (p. ej. con Cl2, Br2,...) que conllevan la apertura del anillo, y por tanto, están favorecidas por la disminución de la tensión angular en el seno de la molécula.
Sus derivados se encuentran en algunas sustancias biológicamente activas. Se generan convenientemente a partir del alqueno correspondiente mediante adición de un carbono.

### Ciclobutano
El siguiente cicloalcano más simple, formado por cuatro átomos de carbono, es el ciclobutano.
Tiene enlaces en posición alternada. Los ángulos de enlace se desvian desde los 109° a los 88°. El esqueleto de la molécula es un rombo ligeramente plegado, la molécula no es plana.

### Ciclopentano
Está formado por cinco átomos de carbono.
Los ángulos de enlace se desvian desde los 109,5° a los 108° Por tanto, la tensión angular es mínima en este cicloalcano. El esqueleto de la molécula es un pentágono ligeramente plegado, ya que la molécula no es plana. Esto se debe a que, en la conformación plana, existen 10 átomos de hidrógeno eclipsados, lo cual supone un aumento de energía de unas 10 kcal/mol. Por lo tanto, el ciclopentano presenta su menor energía estructural en una conformación no planar, en la que uno de los vértices del pentágono está fuera del plano formado por los otros cuatro, evitando entonces tanto enclipsamiento. Ciertos autores denominan a esta estructura "conformación de sobre" . Con ángulos de enlace muy próximos a los 109,5.º de la hibridación sp3, la molécula del ciclopentano carece, prácticamente, de tensión anular.

### Ciclohexano
Probablemente el cicloalcano más importante es el ciclohexano. Se puede obtener por hidrogenación del benceno.
Presenta varias conformaciones que le permiten conservar el ángulo tetraédrico de 109,5 º entre los sustituyentes en los átomos de carbono. El ciclohexano no es plano sino, su diferentes conformaciones son denominadas de silla, y de bote. La forma de bote está ligeramente más elevada en energía que la forma de silla, por lo que no es tan estable.

### Cicloalcanos de ciclo grande
Los cicloalcanos de tamaño mayor se generan a menudo a partir de las sales de torio de los ácidos dicarboxílicos correspondientes HOOC-(CH2)n-COOH (Síntesis de anillos largos de Ruzicka). El torio fuerza los dos extremos del ácido a unirse y luego calentando se produce bajo descarboxilación el cierre del anillo.

## Aplicaciones
Algunos cicloalcanos como el ciclohexano forman parte de la gasolina. Además se utiliza como intermedio en la síntesis de la caprolactama y por lo tanto en la obtención de las poliamidas.
El ciclopropano es un gas y es anestésico. El ciclopentano y el ciclohexano se encuentran en ciertos petróleos y se conocen como "naftenos". Son componentes de la nafta y de los aceites lubricantes.
El ciclohexano, la decalina (perhidronaftalina), el metilciclohexano y el ciclopentano se utilizan también como disolventes.

## Toxicología
La toxicología de los cicloalcanos suele ser parecida a la de los alcanos correspondientes. El ciclohexano es menos tóxico que el hexano.